# 拟大隙蛛
拟大隙蛛（学名：Coelotes magnidentatus）为暗蛛科隙蛛属的动物。在中国大陆，分布于甘肃等地。该物种的模式产地在甘肃。